# پیروی (مجموعه تلویزیونی)
پیروی (انگلیسی: The Following) یک مجموعه تلویزیونی درام، ساخت کشور ایالات متحده است که توسط کوین ویلیامسون و با مشارکت شرکت وارنر براس تولید شده است.
این مجموعهٔ تلویزیونی از ۲۱ ژانویه ۲۰۱۳ تا ۱۸ مهٔ ۲۰۱۵ در سه فصل پانزده قسمتی (در مجموع ۴۵ قسمت)، روی آنتن رفت.

## داستان
حول محور زندگی قاتلی سریالی و در عین حال باهوش به نام جو کارول است که پلیسی خسته اما زرنگ او را در سال ۲۰۰۴ متوقف کرده است و حالا در انتظار اعدام می‌باشد؛ ولی با گذشت ۹ سال و در سال ۲۰۱۳ از زندان گریخته و با همدستی پیروان خود به دنبال راهی برای راه انداختن رعب و وحشت در میان مردم است؛ و کسی به غیر از رایان هاردی که او را ۹ سال گذشته به دام انداخته بود نمی‌تواند او را دستگیر کند.